# Cottance
Cottance é uma comuna francesa na região administrativa de Auvérnia-Ródano-Alpes, no departamento de Loire. Estende-se por uma área de 13,55 km². Em 2010 a comuna tinha 744 habitantes (densidade: 54,9 hab./km²).